# Car Police Secours

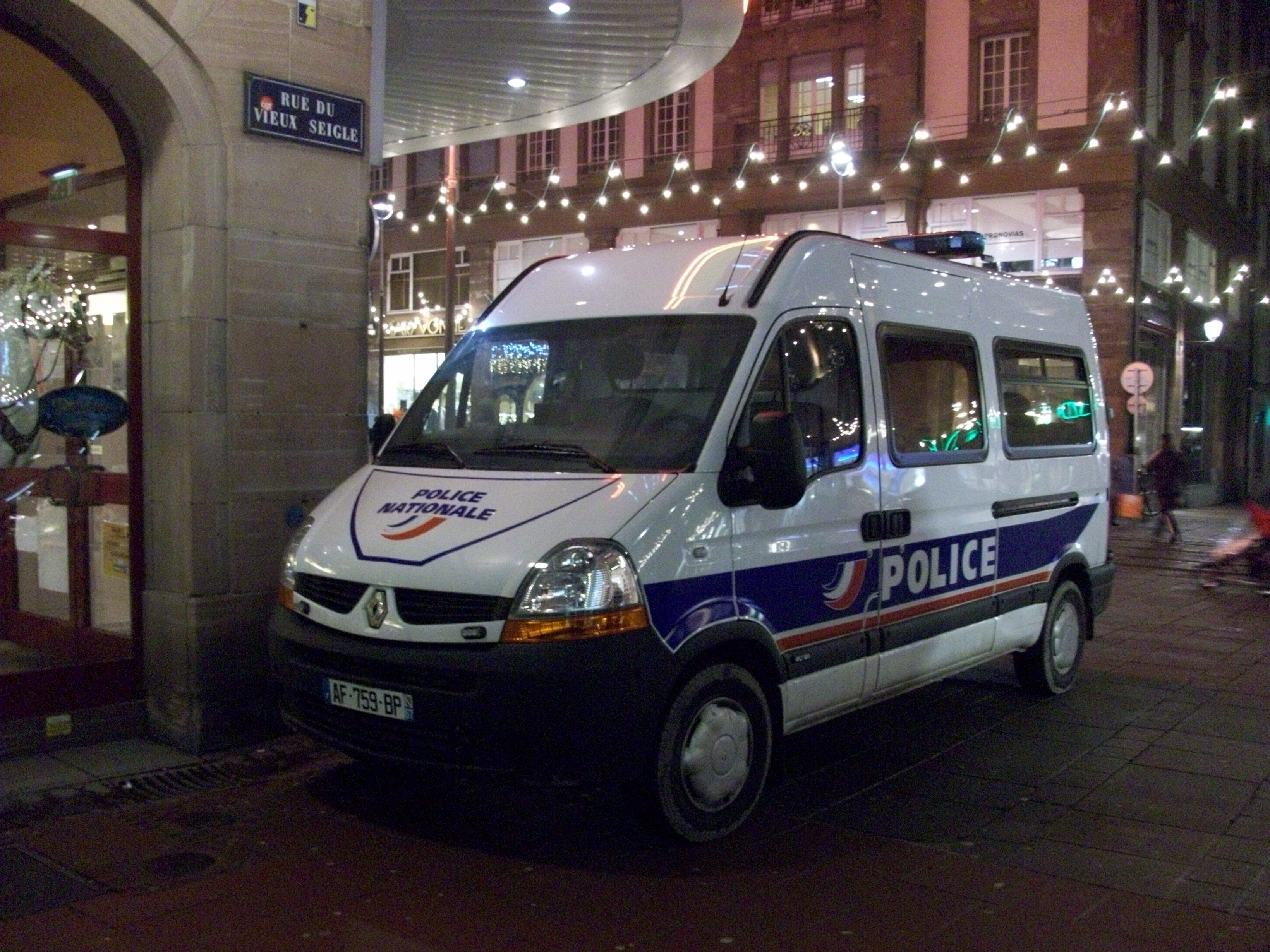
Car Police Secours sur base de Renault Master.

Le car Police Secours ou car PS est un véhicule de police français présent dans la Police nationale et dans certaines polices municipales.

## Description
Le car Police Secours se présente sous la forme d'une camionnette sérigraphiée et dotée d'avertisseurs sonores et lumineux. Son aménagement intérieur permet l'accueil d'un conducteur et d'un chef de bord dans l'habitacle. Les autres passagers prennent place généralement sur des banquettes amovibles et repliables dans la partie arrière du véhicule.  
À partir des années 1960 et 1970, les cars Police Secours étaient dotés d'un kit de prompt secours doté d'une bouée de sauvetage, d'un brancard repliable, et d'une trousse de secours. À Paris, et dans les départements limitrophes, ces équipements ont disparu au cours des années 1980 avec le déploiement par les pompiers de Paris des véhicules de type premier secours relevage. Ailleurs en France, ils ont continué à exister.

## Type de véhicules utilisés
Voici une liste non exhaustive de véhicules utilisés par la Police Nationale comme cars Police Secours depuis les années 1960.
- Citroën Type H.
- Peugeot J7.
- Peugeot J9.
- Renault Master[3].
- Citroën Jumper.
- Ford Transit.

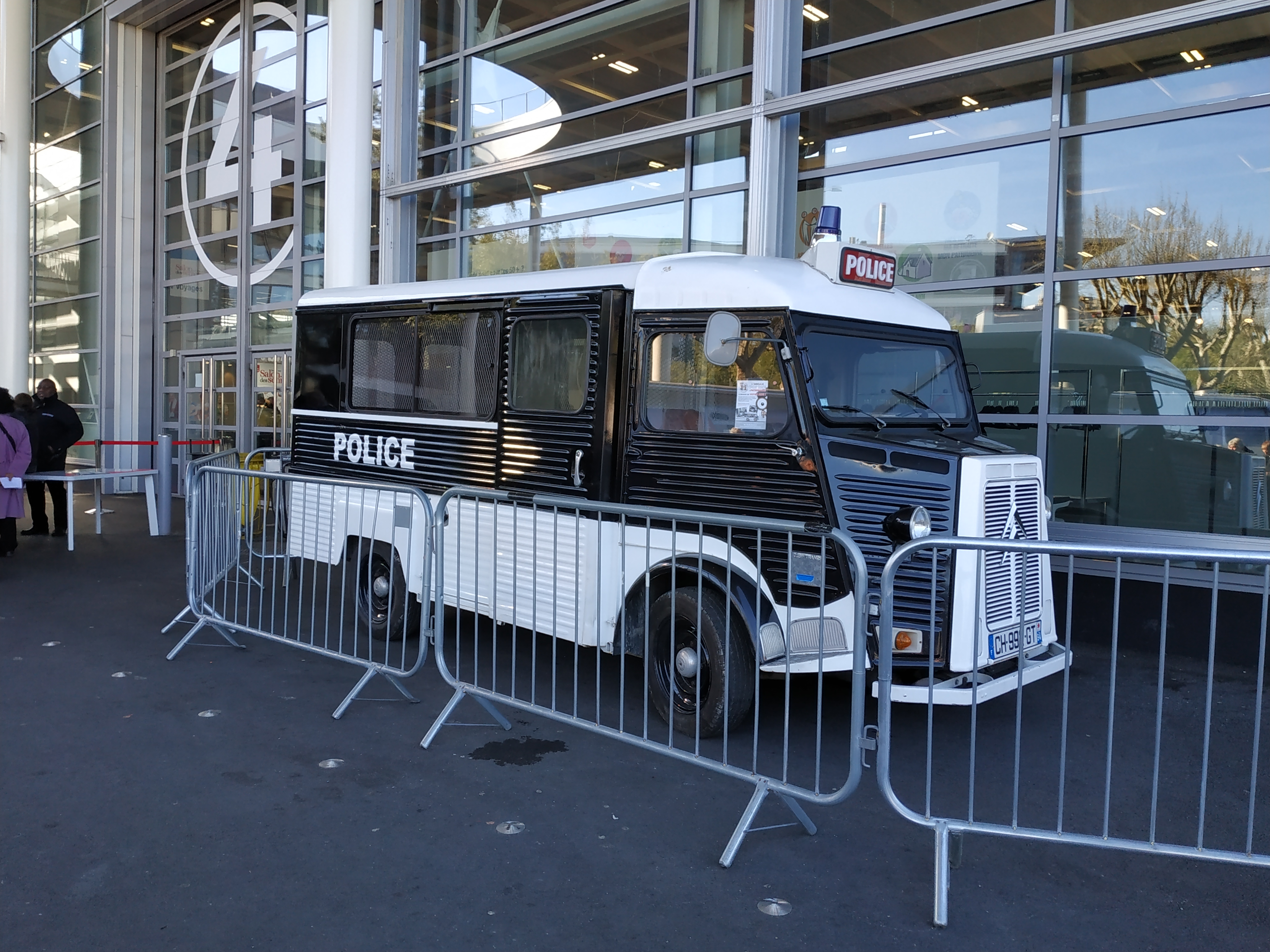
Citroën Type H
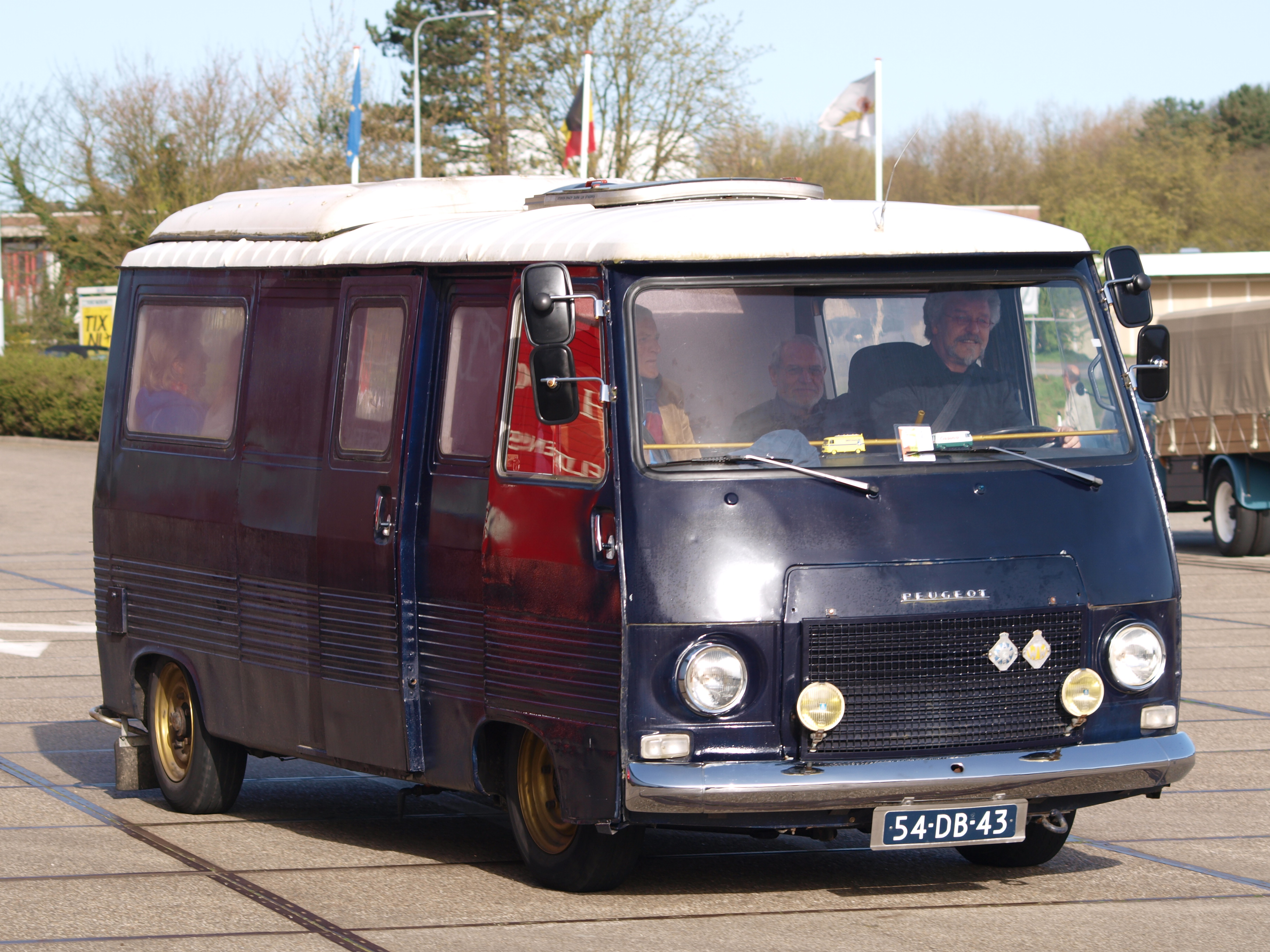
Peugeot J7
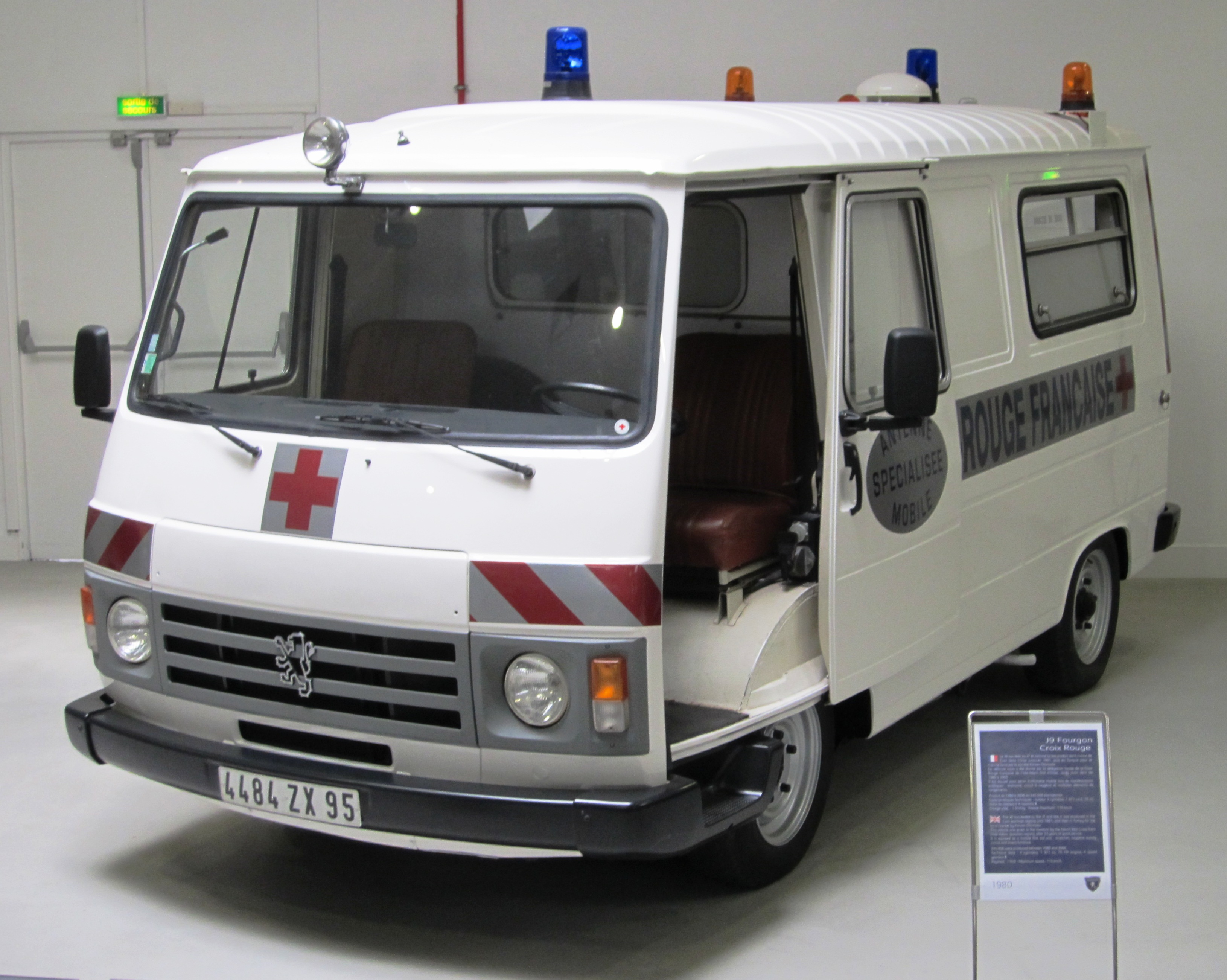
Peugeot J9
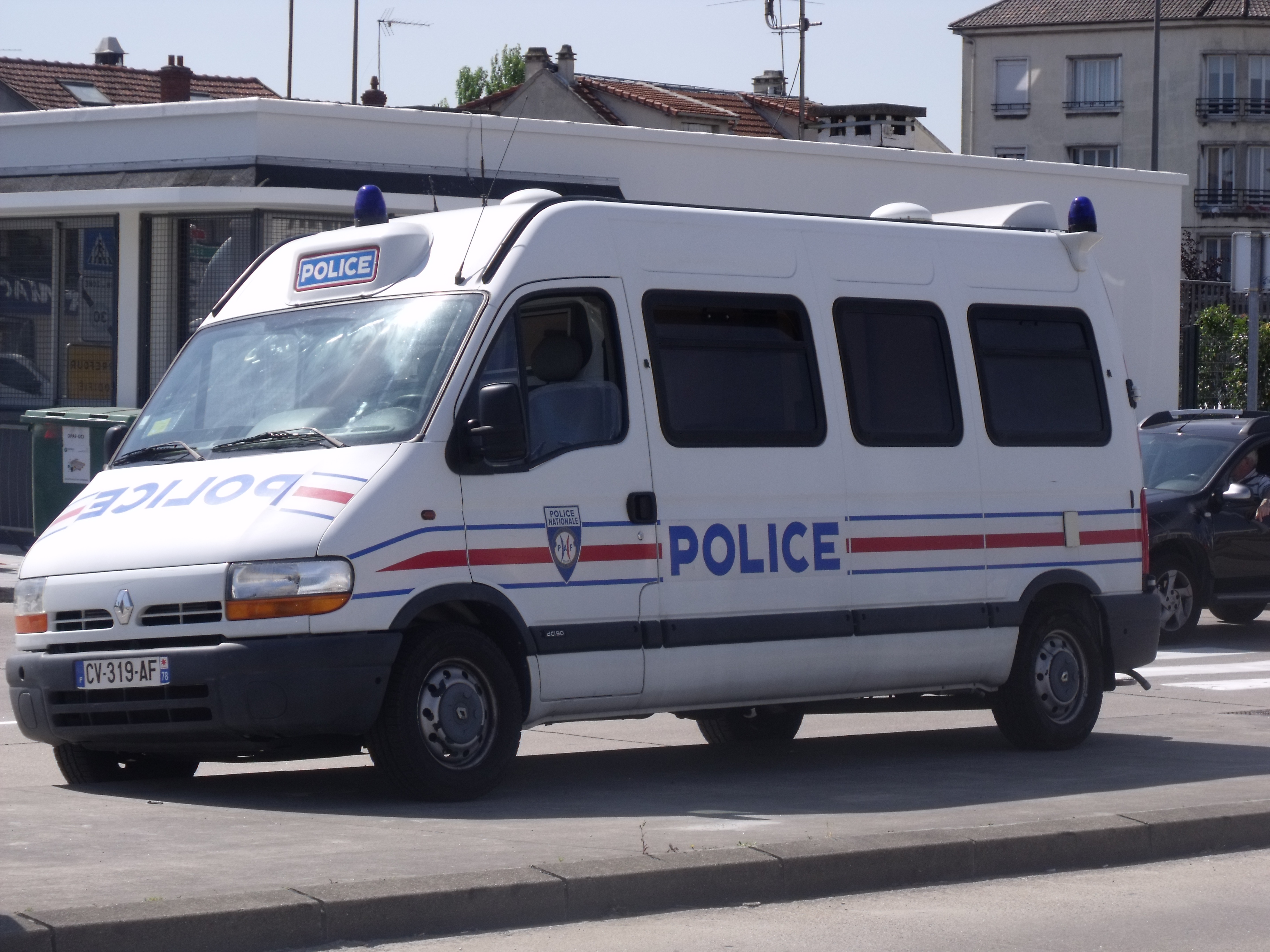
Renault Master
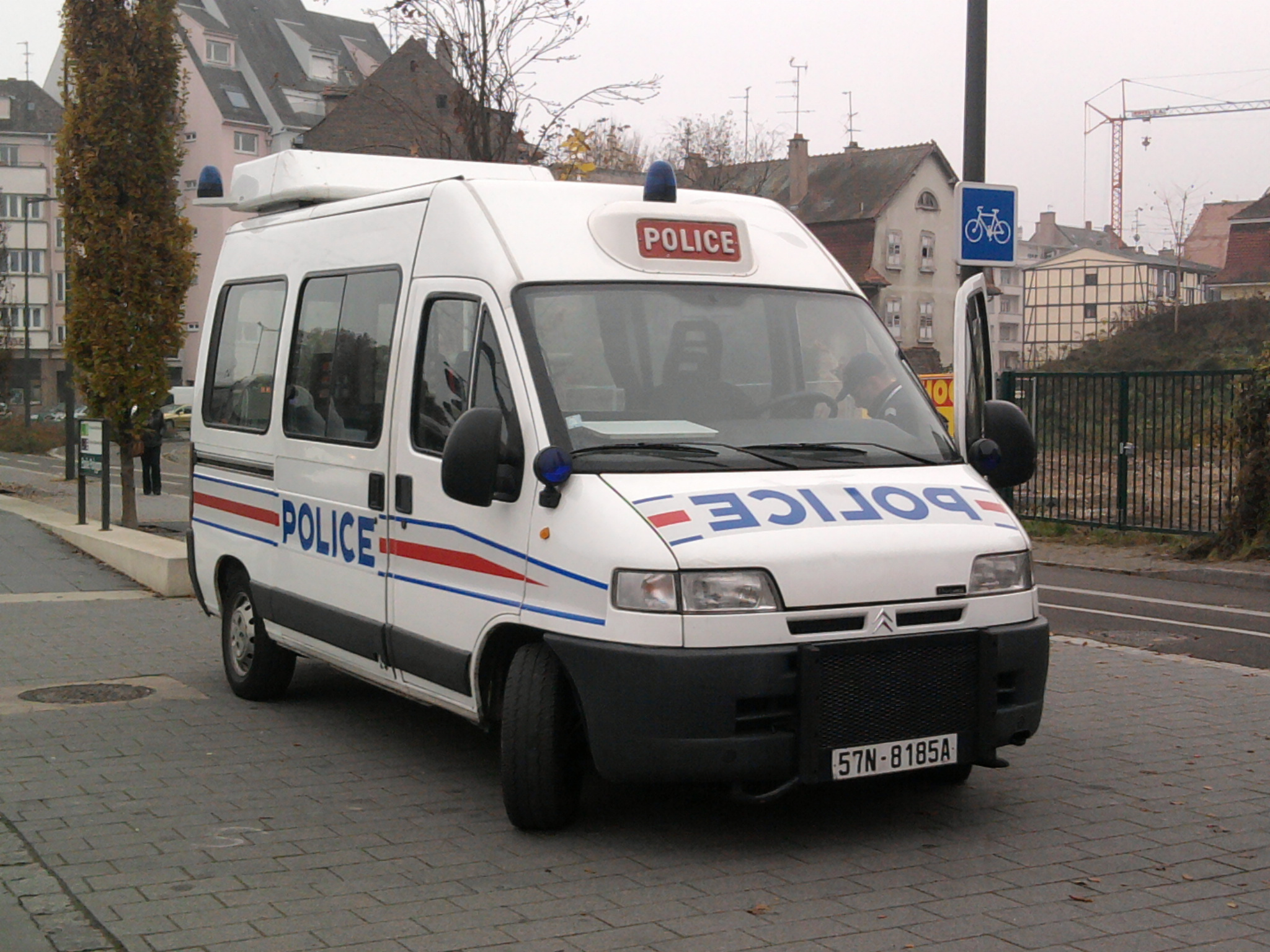
Citroën Jumper
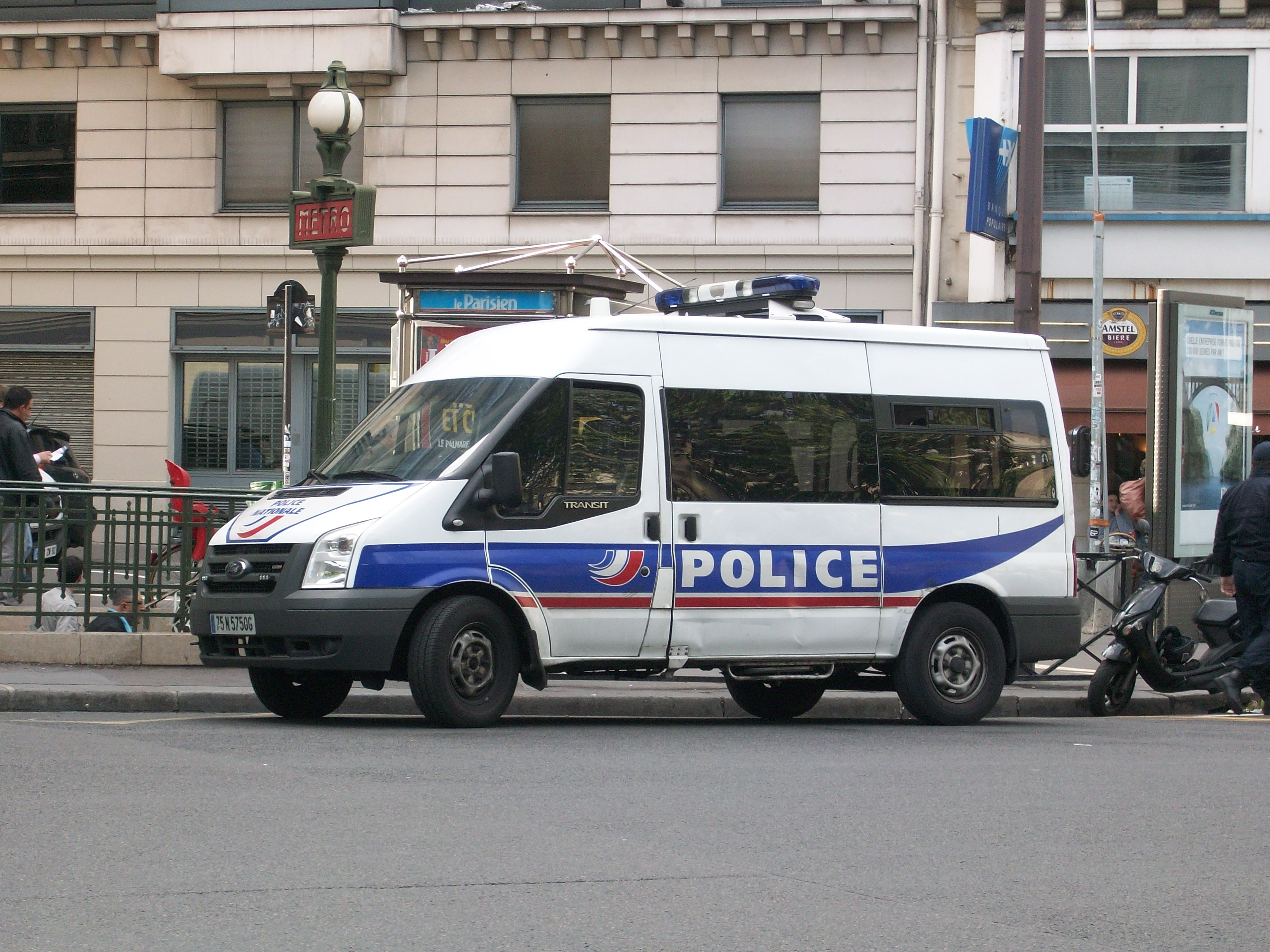
Ford Transit

## Culture populaire
Le car Police Secours est particulièrement représenté dans le cinéma français, notamment dans les films suivants Pinot simple flic, L.627, Nos amis les flics, Subway, ou encore Police.
Il est également très lié dans l'imaginaire collectif aux événements de Mai 1968 et au rôle tenu par les policiers notamment parisiens.